# 徐式谷
徐式谷（1935年11月25日—2017年5月20日），男，汉族，江苏扬州人，中国翻译家、双语辞书专家，商务印书馆原副总编辑，第九、十届全国政协委员。